# Прага (торт)
«Пра́га» або «Пра́зький торт» — шоколадний торт, широко відомий в Україні, Білорусі, Росії та інших країнах з часів СРСР.
Технологія приготування «празького торта» майже повністю збігається з всесвітньо відомим рецептом торта «Захер», але з певними відмінностями — зокрема, використання крему, що до складу торту «Захер» не входив.
Празький торт складається з трьох бісквітних коржів з двома шарами крему. Верхня та бічні поверхні вкриті повидлом і заглазуровані помадкою (або бічні поверхні оздоблені кремом і бісквітними крихтами). Зверху прикрашається малюнком з крему.

## Історія
Існує поширена думка, що оригінальний рецепт торта «Прага» був створений в столиці Чехії. Проте в рецептах чеської кухні цей торт відсутній. Насправді рецепт «Праги» було придумано начальником кондитерського цеху московського ресторану «Прага» Володимиром Гуральником, який окрім цього є автором понад тридцяти рецептів тортів і тістечок, зокрема «Пташиного молока». На початку своєї кар'єри Гуральник, бувши підмайстром у ресторані, навчався кондитерського мистецтва у майстрів-кондитерів із Чехословаччини, які регулярно приїздили до Москви для обміну досвідом. Сам торт «Прага» є варіацією віденського торта «Захер», в рецепті якого крем відсутній взагалі. В цілому, в класичному рецепті празький торт вийшов недешевим і досить непростим, тому що для приготування потрібні були чотири види вершкового крему, зроблені із використанням коньяку та лікерів Шартрез і Бенедиктин, а коржі просочувалися ромом.
В часи СРСР торт не було запатентовано через відсутність практики видачі патентів на кулінарні рецепти. Проте рецепт торта було оформлено як ГОСТ і таким чином його можна було приготувати на будь-якій кондитерській фабриці.

## Рецепт
- Коржі: борошно, вершкове масло, цукор, яйця, какао-порошок.
- Крем: згущене молоко, гаряча вода, яєчні жовтки, вершкове масло, какао, ванілін.
- Помадка: цукор, какао, патока, есенція.
- Повидло фруктово-ягідне.

Коржі прошаровують кремом і ставлять в холодильник на 8—10 годин. Зверху і з боків покривають повидлом і глазурують помадкою. Прикрашають малюнком з крему.